# Nesozineus obscurus
Nesozineus obscurus là một loài bọ cánh cứng trong họ Cerambycidae.